# Tuani
Tuani est une ancienne piève de Corse. Située dans le nord-ouest de l'île, elle relevait de la province de Balagne sur le plan civil et du diocèse de Mariana sur le plan religieux.

## Géographie
Le territoire de l'ancienne piève de Tuani correspond aux territoires des communes actuelles de :
- Speloncato ;
- Ville-di-Paraso ;
- Costa ;
- Occhiatana ;
- Belgodère.

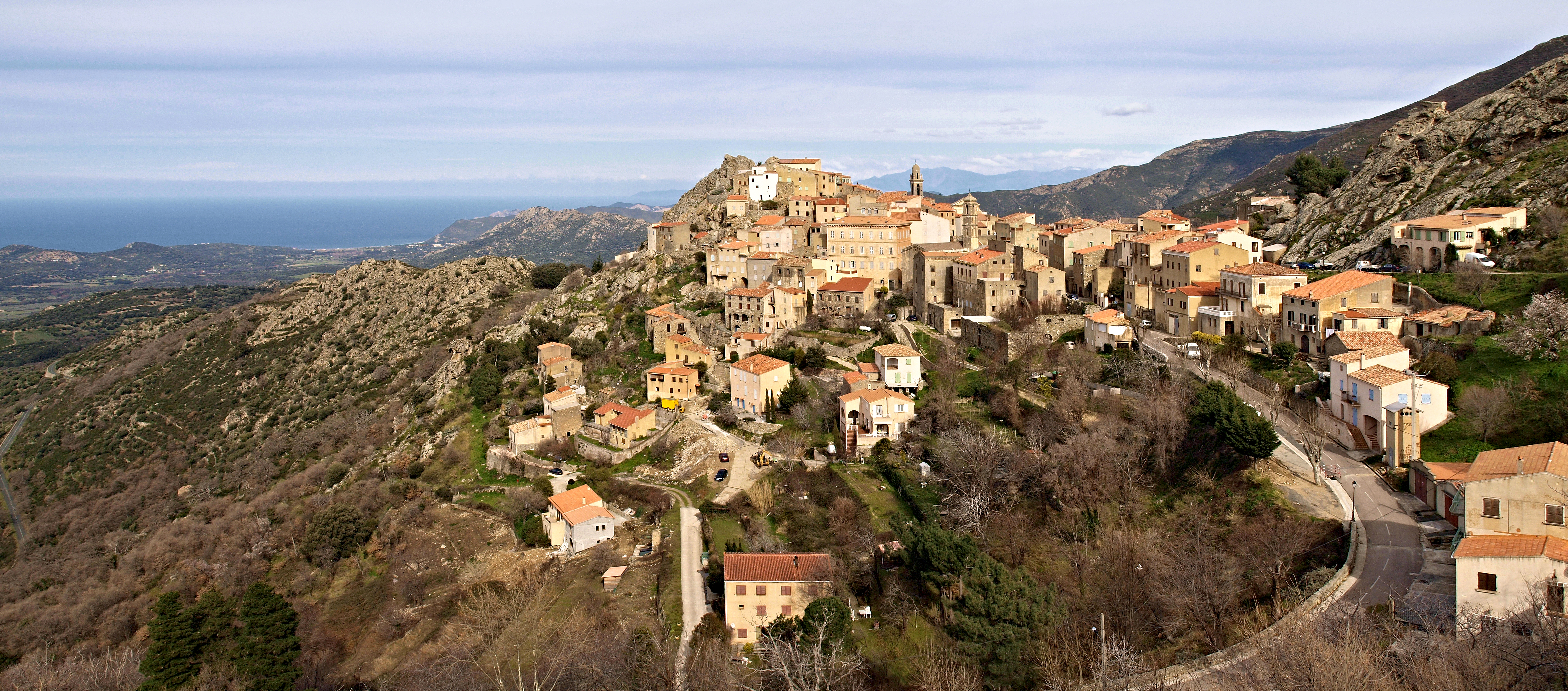
Speloncato.
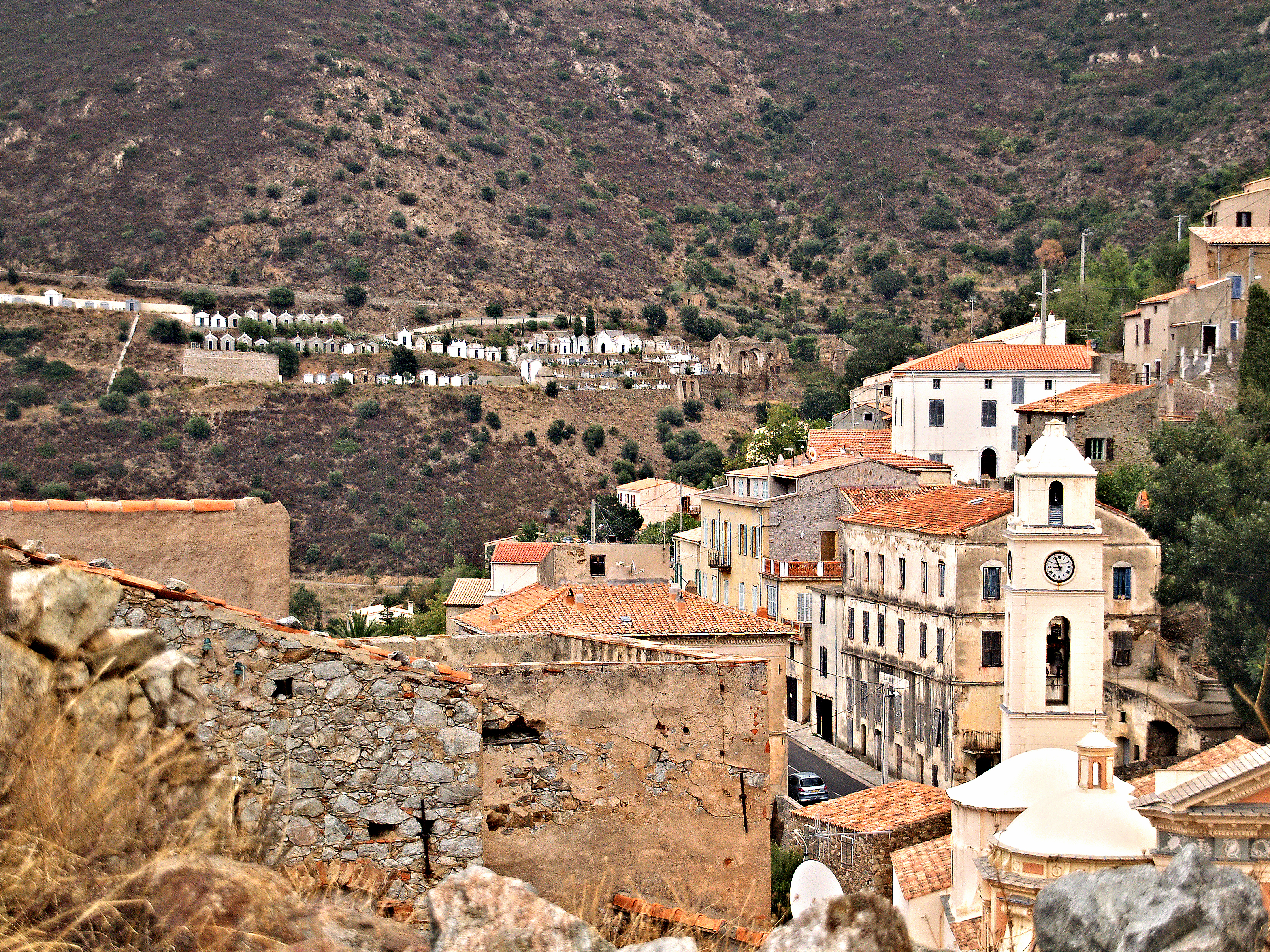
Belgodère.
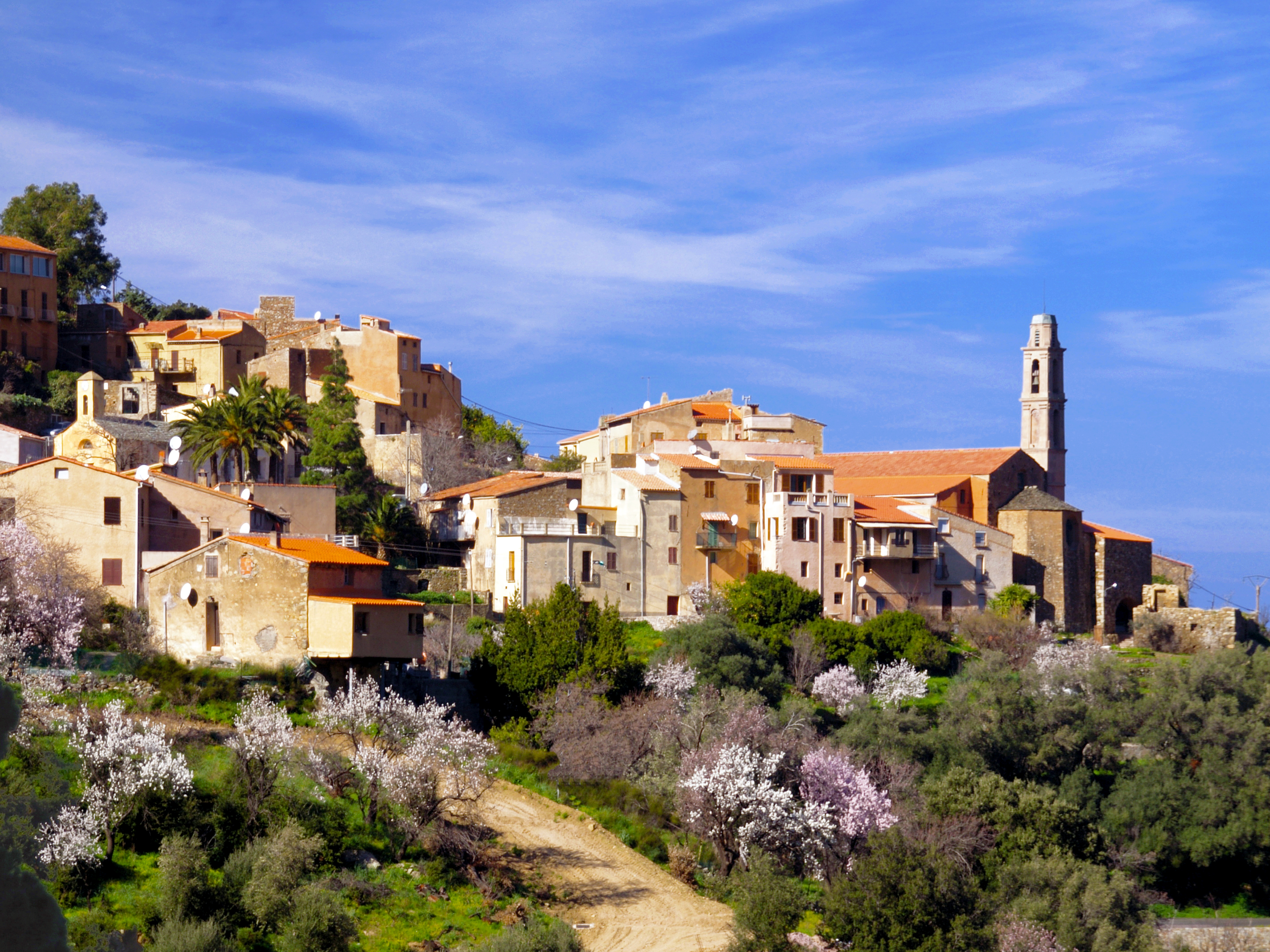
Occhiatana.

Tuani (Toani) était l'une des cinq composantes de la Balagna, ancienne province génoise composée vers 1520, des pievi de Toani, Aregnu, Santo Andrea, Pino et Ulmia.
À cette époque la pieve avait pour lieux habités :
- li Quercioli, village de nos jours rayé des cartes. Il se situait à près d'un kilomètre au nord du village de Belgodère. Tout proche, au sud-ouest, se trouve la chapelle ruinée de San Gavinu, et plus au nord celle également ruinée de San Tumè.
- Belgoder, (Belgodère)
- Ochiatana, (Occhiatana)
- le Ville, (Ville-di-Paraso)
- la Costa, (Costa). C'était l'ancien centre de la piévanie. L'ancienne Pieve San Ghjuvanni (Saint-Jean) ruinée, est située à moins de cent mètres au sud-ouest de l'ancien couvent de Tuani.
- le Cavalleragie, village disparu qui se trouvait à 500 mètres au sud du couvent de Tuani et à environ 800 m à l'E-NE du village de Ville-di-Paraso.
- Speluncato (Speloncato).

La piève de Tuani avait pour pièves limitrophes :
Bordée au nord par la mer Méditerranée, Tuani était entourée à l'ouest par la pieve d'Aregnu, à l'est par la pieve d'Ostricone, au sud par la piève de Giussani et au sud-ouest par la pieve de Santo Andrea.

## Histoire
En août 1324, dans l'inféodation faite par l'Aragon à Enrico et Opicinello de Cinarca, l'expression podesteria di Balagna était employée.
En 1366 la podestérie de Balagna comprenait les mêmes pievi que cent ans plus tard en 1454 : Chiomi, Armito, Olmia, Pino, Sant' Andria, Tuani, Giussani et Ostriconi.
Dès 1455, les Barbaresques commencent à razzier les côtes de l'île. Ils le feront durant environ 3 siècles. Au début du XVIIIe siècle, la pieve de Tuani ne comprenait plus que les communautés de Belgodère, Occhiatana, Costa, Speloncato et Ville.
Toute la Balagne comptait alors 13 762 habitants.

### La piève civile
La pieve de Toani relevait de la juridiction d'Algajola et Calvi. Avant les événements qui, dès 1729, agitèrent cette région pendant la grande révolte des Corses contre Gênes, l’abbé Francesco Maria Accinelli avait dressé à la demande (à des fins militaires) de Gênes une estimation des populations à partir des registres paroissiaux ainsi que des hommes armés. En voici un extrait (texte en italien) : « Giurisditione di Algagliola e Calvi: ... Pieue di Tuuani : Belgodere 595. Occhiatana 334. Costa 103. Speloncato 594. Ville 402... » ; selon Accinelli, Tuani avait une population de 2 028 habitants.
Après la cession de la Corse à la France, Tuani prendra le nom de pieve de Paraso. En 1790, le Paraso devient le canton de Belgodère.

### La piévanie

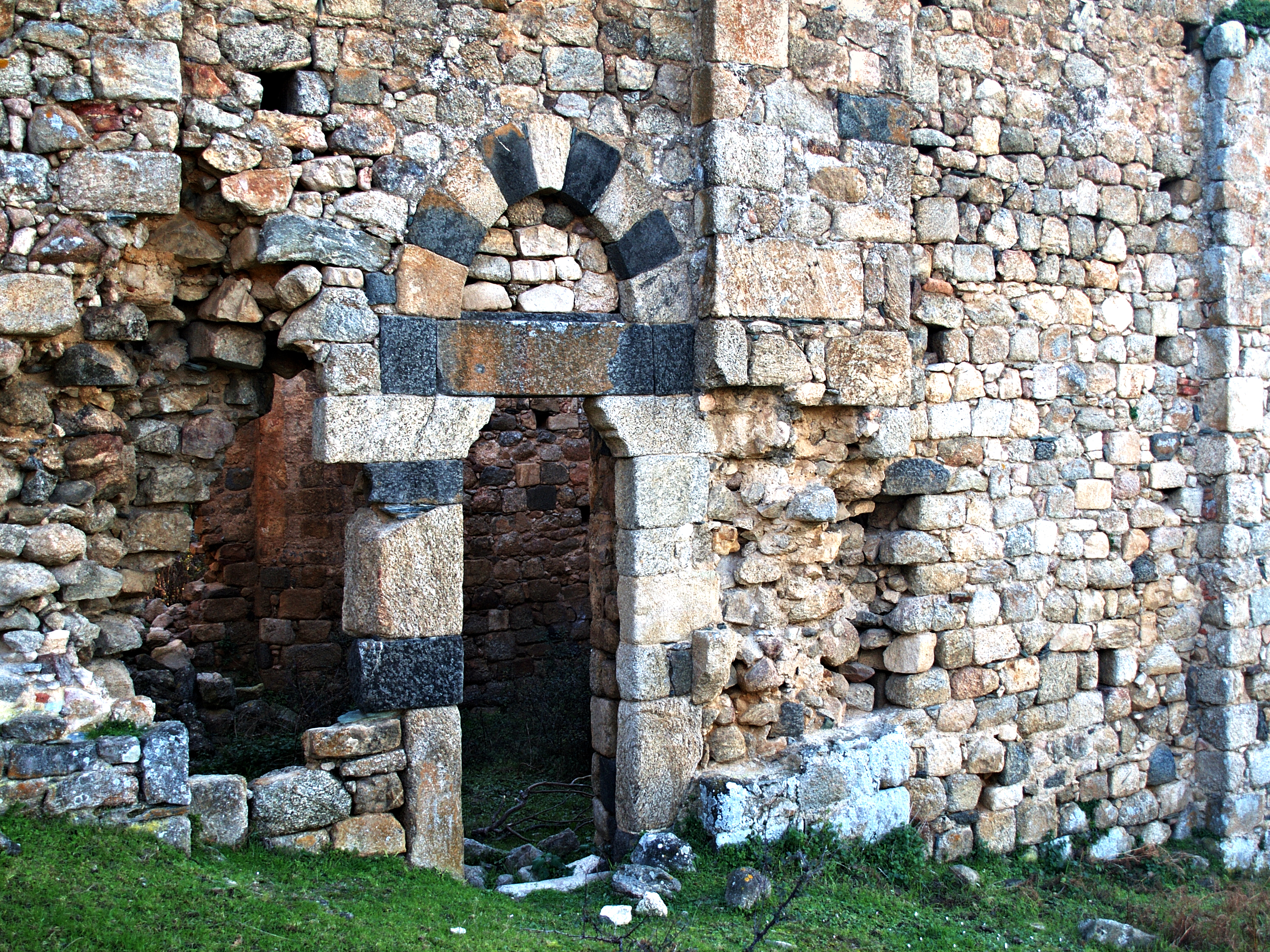
Porte latérale droite de l'ancienne Pieve San Ghjuvanni.

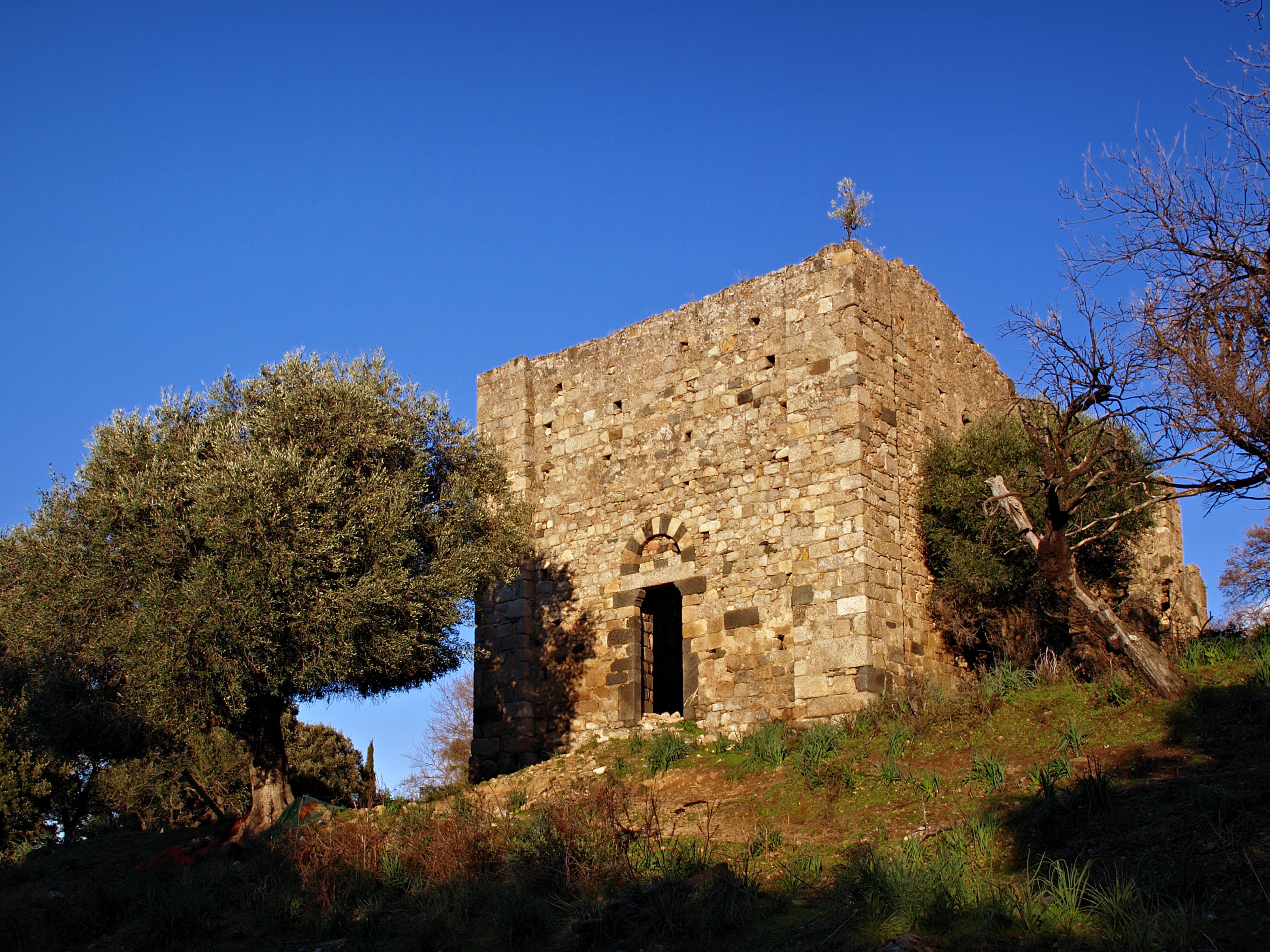
Ancienne Pieve San Ghjuvanni à Tuani

Costa était le centre de la piève religieuse éponyme. L'église principale était San Ghjuvanni, dont les ruines sont toujours visibles à près d'une centaine de mètres au sud-ouest de l'ancien couvent de Tuani. Elle se situe au-dessus de la route D 71, route corniche de la Balagne, au milieu d'un verger d'oliviers séculaires autrefois exploités par les moines.